# Pseudagrion nubicum
Pseudagrion nubicum is een juffer uit de familie van de waterjuffers (Coenagrionidae).
De soort staat op de Rode Lijst van de IUCN als niet bedreigd, beoordelingsjaar 2009.
De wetenschappelijke naam van de soort werd in 1876 gepubliceerd door Edmond de Selys Longchamps.

## Synoniemen
- Pseudagrion tricornis Pinhey, 1967